# Xã South Hanover, Quận Dauphin, Pennsylvania
Xã South Hanover (tiếng Anh: South Hanover Township) là một xã thuộc quận Dauphin, tiểu bang Pennsylvania, Hoa Kỳ. Năm 2010, dân số của xã này là 6.248 người.